# Claude-François de Lezay-Marnésia
 (août 2021).
Si vous disposez d'ouvrages ou d'articles de référence ou si vous connaissez des sites web de qualité traitant du thème abordé ici, merci de compléter l'article en donnant les références utiles à sa vérifiabilité et en les liant à la section « Notes et références ».
Pour les autres membres de la famille, voir Lezay-Marnésia.
Claude-François-Adrien, marquis de Lezay-Marnésia, né à Metz le 26 août 1735 et mort le 9 novembre 1800 à Besançon, est un militaire, agriculteur et poète utopiste français d'origine lorraine.

## Biographie
Claude-François-Adrien naît à Metz, alors siège des Trois-Évêchés, le 24 août 1735.
Après avoir servi comme capitaine d’un régiment du Roi, Claude-François de Lezay-Marnésia se retira dans son château de Saint-Julien, près de Lons-le-Saunier, et s’adonna à l’agriculture, aux lettres et aux sciences. Ce fut un novateur[réf. nécessaire].
Bien avant la Révolution, il abolit la corvée, demanda la suppression des taxes féodales et une répartition égale des impôts entre toutes les classes.[réf. nécessaire]
Député de la noblesse aux États-généraux de 1789, il fut l'un des premiers à quitter la Chambre du second Ordre pour se joindre au Tiers-État.

### La compagnie du Scioto (1790-1792)
Au mois de mai 1790, il se rendit en Amérique dans le cadre du projet de la compagnie du Scioto qu’il avait monté avec l'économiste écossais William Playfair. Après le fiasco du projet, il se retire d'abord aux environs de Pittsburgh.

### Incarcération et exil
Il rentra en France en 1792, où il est arrêté par les autorités révolutionnaires et incarcéré à Besançon.
Remis en liberté après le 9 thermidor, il se vit exiler au temps du Directoire et trouva refuge dans le pays de Vaud, en Suisse, notamment auprès de Isabelle de Montolieu. Le Consulat lui donne la possibilité de rentrer en France, mais il décède peu après son retour à Besançon.

## Famille
Son père François Gabriel, marquis de Lezay-Marnésia, était capitaine au régiment de Navarre ; sa mère, Charlotte Antoinette, fille d'un chambellan du duc Léopold Ier de Lorraine et femme de lettres.
De son mariage avec Marie-Claudine-Marguerite de Nettancourt, morte en 1793 à Londres, il a eu trois enfants :
- Claude-Françoise-Gabrielle-Adrienne, (1768-1791), qui épouse le 17 juin 1786, Claude de Beauharnais, comte des Roches-Baritaud (1756-1819), cousin germain d'Alexandre de Beauharnais[2]. C'est de cette dernière union que naquit, le 28 août 1789, Stéphanie Louise-Adrienne de Beauharnais qui devint grande-duchesse de Bade.
- Paul Adrien François Marie (1769-1814) qui sera préfet du Rhin-et-Moselle (1806-1810) puis du Bas-Rhin (1810-1814) et, à ce titre, organisa l'arrivée en France de l'impératrice Marie-Louise.
- Albert (1772-1857), qui sera préfet du Rhône de 1817 à 1822

## Publications
- Lezay-Marnésia a contribué à l'article « Voleur » de l’Encyclopédie, vol. XVII, publié en 1765, p. 450[3].
- L’Heureuse famille, conte moral, A Genève [etc.], 1766, lire en ligne.
- Discours de réception à l'Académie de Nancy, 1767.
- M. John Coakley Lettsom, Le voyageur naturaliste, ou Instructions sur les moyens de ramasser les objets d'histoire naturelle, & de les bien conserver, traduit de l'anglois [par Cl.-Fr.-Adr. Lezay-Marnézia[4]], sur la seconde édition corrigée & augmentée, A Amsterdam, et se trouve a Paris, chez Lacombe, libraire, rue Christine, M.DCC.LXXV.
- Essai sur la minéralogie du bailliage d'Orgelet, en Franche-Comté, Besançon, Charmet, 1778, 90 p.
- Discours sur cette question proposée par l académie de Besançon en 1778 : Comment l'éducation des femmes peut elle contribuer à rendre les hommes meilleurs, soumis et publié sous le nom de son ami Joseph-Henri Costa de Beauregard.
- Plan de lecture pour une jeune dame, 1784 Texte en ligne
- Le Bonheur dans les campagnes, 1785
- Essai sur la nature champêtre, en vers, avec des notes, 1787.
- Mémoire pour le peuple français, 1788.
- Cl. Fr. Ad. de Lezay-Marnézia, citoyen de Pensylvanie, Lettres écrites des rives de l’Ohio, Au Fort-Pitt et se trouve à Paris, Prault, an IX de La République [1800]. Lire en ligne.
  - (en) Letters written from the banks of the Ohio, trad. Alan J. Singerman, Benjamin Hoffmann, Pennsylvania State University Press, 2017.
  - Benjamin Hoffmann, Éditions Classiques Garnier, 2019.
- Les paysages ou Essais sur la nature champêtre, poème, 1800
- Apelle et Campaspe ou L’empire des arts, ballet héroïque, v. 1800